# Emily O'Reilly
Emily O'Reilly es una escritora, periodista y locutora que se convirtió en la primera mujer defensora del pueblo de Irlanda en 2003, tras suceder a Kevin Murphy. El 3 de julio de 2013 fue nombrada como Defensora del pueblo Europeo por el Parlamento Europeo. Fue reelegida el 16 de diciembre de 2014, para un mandato de cinco años. Se educó en el University College Dublin, Trinity College de Dublín y la Universidad de Harvard, donde fue galardonado con una Beca Nieman de periodismo.

## Periodista
Comenzó su carrera como periodista en la década de 1970. Desde entonces, ocupó altos cargos en The Irish Press y Sunday Tribune, además de ser columnista política en The Sunday Times y editora política de The Sunday Business Post. En 1998, se convirtió en editora de la revista Magill. Renunció en septiembre de 1999 cuando la publicación hermana de la revista, en Dublín, fue prohibida por la Junta de Apelación de Censura de Publicaciones por publicitar burdeles y servicios de prostitución. O'Reilly también fue un locutor en Raidió Teilifís Éireann (RTÉ) y Today FM.
En el transcurso de su carrera periodística, ganó dos premios: Periodista del año y Mujer periodista del año.

## Defensora del pueblo y el Comisionado de Información
El 1 de junio de 2003, recibió su orden de designación como defensora del pueblo irlandesa y comisionada de información de la entonces presidenta de Irlanda, Mary McAleese, en Áras an Uachtaráin. Sobre su título dijo: «Será una ombusdwoman (defensora del pueblo) pero no tendré ningún problema en que me llamen ombudsman».
Desde 2007 O'Reilly también fue nombrado Comisionado de Información Ambiental en virtud del Access to Information on the Environment Regulations (S.I. No. 133 de 2007).
Dimitió de estas posiciones y fue sucedido por Peter Tyndall , en diciembre de 2013.